# Tournoi pré-olympique de l'AFC 1959-1960
Navigation
Tokyo 1964
Le tournoi pré-olympique de l'AFC 1959-1960 a eu pour but de désigner les 3 nations qualifiées au sein de la zone Asie pour participer au tournoi final de football, disputé lors des Jeux olympiques de Rome en 1960.
La phase de qualification asiatique a été jouée entre le 27 août 1959 et le 30 avril 1960 en deux zones. Deux tours ont été disputés dans la zone Asie, à l'issue desquels deux équipes se sont qualifiées pour les Jeux par le biais d'un système à élimination directe disputé en match aller-retour, en jouant si nécessaire un match d'appui car la règle des buts marqués à l'extérieur n'est pas en vigueur, ainsi que le vainqueur d'une poule de trois équipes au sein de la zone Proche-Orient. Au terme de ces éliminatoires, Taïwan, l'Inde et la Turquie se qualifient pour le tournoi olympique. L'Australie déclare forfait sans disputer la moindre rencontre.

## Pays qualifiés
| Dates                            | Lieu      | Places | Qualifiés           |
| -------------------------------- | --------- | ------ | ------------------- |
| du 27 août 1959 au 30 avril 1960 | Itinérant | 3      | Taïwan Inde Turquie |

## Format des qualifications
Dans le système à élimination directe avec des matches aller et retour, en cas d'égalité parfaite au score cumulé des deux rencontres, les mesures suivantes sont d'application :

- Nécessité d'un match d'appui disputé sur terrain neutre, et
- Organisation de prolongations et, au besoin, désignation du vainqueur par tirage au sort, si les deux équipes sont toujours à égalité au terme des prolongations du match d'appui, et
- La règle des buts marqués à l'extérieur n'est pas en vigueur.

## Résultats des qualifications

### Zone Asie

#### Premier tour
| Équipe 1            | Résultat | Équipe 2          | Aller | Retour |
| ------------------- | -------- | ----------------- | ----- | ------ |
| forfait Afghanistan | 2 - 5    | Inde              | 2 - 5 | -      |
| Thaïlande           | 2 - 6    | Taïwan            | 1 - 3 | 1 - 3  |
| Japon               | 1 - 2    | Corée du Sud      | 0 - 2 | 1 - 0  |
| Indonésie           | -        | Australie forfait | -     | -      |

#### Détail des rencontres
| 27 août 1959 | Afghanistan        | 2 - 5   | Inde                                                                          | Stade Ghazi Kaboul, Afghanistan |  |
|              | Ayubi ?? · Mosa ?? | (? - ?) | P.K. Banerjee ?? · Goswami (en) ?? · Kempaiah ?? · Rehmatullah ?? · Lahiri ?? |                                 |  |

| 30 août 1959 | Thaïlande | 1 - 3   | Taïwan | Stade Suphachalasai Bangkok, Thaïlande |
|              |           | (? - ?) |        |                                        |

| 13 septembre 1959 | Taïwan | 3 - 1   | Thaïlande | Stade municipal de Taipei Taipei, Taïwan |
|                   |        | (? - ?) |           |                                          |

| 13 décembre 1959                                                                                      | Japon   | 0 - 2 | Corée du Sud                                | Korakuen Velodrome (en) Tokyo, Japon           |                                                |
| |         | (0 - 0) | Choi Chung-min 51e · Moon Jung-sik (en) 65e | Spectateurs : 30 000 Arbitrage : Yeung Hwi Mak | Spectateurs : 30 000 Arbitrage : Yeung Hwi Mak |
| | Rapport | |                                             | Spectateurs : 30 000 Arbitrage : Yeung Hwi Mak | Spectateurs : 30 000 Arbitrage : Yeung Hwi Mak |
| Furukawa - Miyamoto, Kamata, Hiraki, Takamori - Ozawa, Kitaguchi - Ninomiya, Sasaki, Uchino, Watanabe | Équipes | Ham Heung-chul - Kim Jung-suk, Son Myung-sub, Kim Hong-bok, Cha Tae-sung - Kim Chan-ki, Yoo Kwang-joon (en) - Kim Dong-geun, Choi Chung-min, Moon Jung-sik (en), Woo Sang-kwon |                                             | Spectateurs : 30 000 Arbitrage : Yeung Hwi Mak | Spectateurs : 30 000 Arbitrage : Yeung Hwi Mak |

| 20 décembre 1959 | Corée du Sud | 0 - 1 | Japon        | Korakuen Velodrome (en) Tokyo, Japon                           |                                                                |
| |              | (0 - 0)                                                                                                  | Ninomiya 70e | Spectateurs : 10 000 Arbitrage : Fernando Giménez Álvarez (en) | Spectateurs : 10 000 Arbitrage : Fernando Giménez Álvarez (en) |
| | Rapport      | |              | Spectateurs : 10 000 Arbitrage : Fernando Giménez Álvarez (en) | Spectateurs : 10 000 Arbitrage : Fernando Giménez Álvarez (en) |
| Ham Heung-chul - Kim Jung-suk, Son Myung-sub, Kim Hong-bok, Cha Tae-sung - Kim Chan-ki, Yoo Kwang-joon (en) - Choi Chung-min, Moon Jung-sik (en), Woo Sang-kwon, Chung Soon-chun | Équipes      | Furukawa - Miyamoto, Kamata, Hiraki, Takamori - Ozawa, Kawanishi - Kawabuchi, Ninomiya, Sasaki, Watanabe |              | Spectateurs : 10 000 Arbitrage : Fernando Giménez Álvarez (en) | Spectateurs : 10 000 Arbitrage : Fernando Giménez Álvarez (en) |

|  | Inde | Q. - forfait | Afghanistan |  |  |
|  |      |              |             |  |  |

|  | Indonésie | Q. - forfait | Australie |  |  |
|  |           |              |           |  |  |

#### Second tour
| Équipe 1 | Résultat | Équipe 2     | Aller | Retour |
| -------- | -------- | ------------ | ----- | ------ |
| Inde     | 6 - 2    | Indonésie    | 4 - 2 | 2 - 0  |
| Taïwan   | 2 - 2    | Corée du Sud | 1 - 2 | 1 - 0  |

#### Détail des rencontres
| 14 avril 1960 | Inde                                                    | 4 - 2 | Indonésie                 | East Bengal Ground Calcutta, Inde               |                                                 |
| | Sundararaj (en) 10e 63e · Kannan (en) 21e · Balaram 73e | (2 - 1) | Suratmo 9e · Timisela 84e | Spectateurs : 16 000 Arbitrage : Reuven Prizner | Spectateurs : 16 000 Arbitrage : Reuven Prizner |
| Narayan - Chandrashekar (en), Singh (en), Latif (en) - Kempaiah, Khan (en) - P.K. Banerjee, Goswami (en), Kannan (en), Balaram, Sundararaj (en) | Équipes                                                 | Paidjo - Sampara, Kiat Sek (en), Him Tjiang (en) - Hidajat, Ling Houw (en) - Witarsa (id) , Timisela, Arland, Suratmo, Dana (id) |                           | Spectateurs : 16 000 Arbitrage : Reuven Prizner | Spectateurs : 16 000 Arbitrage : Reuven Prizner |

| 25 avril 1960 | Taïwan                  | 1 - 2 | Corée du Sud                          | Stade municipal de Taipei Taipei, Taïwan |                         |
|               | Wong Chi-keung (en) 41e | (1 - 1) | Cha Tae-sung 44e · Choi Chung-min 73e | Arbitrage : John Petrie                  | Arbitrage : John Petrie |
|               | Équipes                 | Ham Heung-chul - Kim Jung-suk, Son Myung-sub, Kim Hong-bok, Cha Tae-sung - Kim Chan-ki, Yoo Kwang-joon (en) - Choi Chung-min, Moon Jung-sik (en), Woo Sang-kwon, Yoo Pan-soon |                                       | Arbitrage : John Petrie                  | Arbitrage : John Petrie |

| 30 avril 1960 | Indonésie | 0 - 2 | Inde                                   | Ikada Stadium (en) Jakarta, Indonésie |  |
|               |           | (0 - 0) | Goswami (en) 78e · Sundararaj (en) 87e |                                       |  |
|               | Équipes   | Thangaraj - Chandrashekar (en), Latif (en) - Kempaiah, Singh (en), Khan (en) - P.K. Banerjee, Goswami (en), Kannan (en), Balaram, Sundararaj (en) |                                        |                                       |  |

| 30 avril 1960 | Corée du Sud | 0 - 1    | Taïwan | Stade municipal de Taipei Taipei, Taïwan     |                                              |
| |              | (arrêté) |        | Spectateurs : 10 000 Arbitrage : John Petrie | Spectateurs : 10 000 Arbitrage : John Petrie |
| Ham Heung-chul - Kim Jung-suk, Son Myung-sub, Kim Hong-bok, Cha Tae-sung - Kim Chan-ki, Yoo Kwang-joon (en) - Choi Chung-min, Moon Jung-sik (en), Woo Sang-kwon, Yoo Pan-soon | Équipes      |          |        | Spectateurs : 10 000 Arbitrage : John Petrie | Spectateurs : 10 000 Arbitrage : John Petrie |

### Zone Proche-Orient
| Rang | Équipe  | Pts | J | G | N | P | Bp | Bc | Diff |  | Résultats (▼ dom., ► ext.) |     |     |     |
| ---- | ------- | --- | - | - | - | - | -- | -- | ---- |  | -------------------------- | --- | --- | --- |
| 1    | Turquie | 8   | 4 | 4 | 0 | 0 | 10 | 3  | +7   |  | Turquie                    |     | 7-1 | -   |
| 2    | Irak    | 4   | 4 | 2 | 0 | 2 | 14 | 10 | +4   |  | Irak                       | 2-3 |     | 8-0 |
| 3    | Liban   | 0   | 4 | 0 | 0 | 4 | 0  | 11 | -11  |  | Liban                      | -   | 0-3 |     |

#### Détail des rencontres
| 15 novembre 1959 | Liban   | 0 - 3 | Irak                            | Cité sportive Camille-Chamoun Beyrouth, Liban |                     |
|                  |         | (0 - 1) | Ammo Baba 2e 70e · Abdullah 85e | Spectateurs : 8 000                           | Spectateurs : 8 000 |
|                  | Rapport | |                                 | Spectateurs : 8 000                           | Spectateurs : 8 000 |
|                  | Équipes | Thamer - Abbas (en) , Khoshaba, Shihab (en), Hatem - Saleh, A. Eshaya - Ammo Baba, Abdullah, Y. Eshaya, Zawiya (en) |                                 | Spectateurs : 8 000                           | Spectateurs : 8 000 |

| 25 novembre 1959 | Irak                                                        | 8 - 0   | Liban | Sahat Al Kashafa Bagdad, Irak |                      |
| | Ammo Baba 5e 27e · Abdullah 17e 40e 50e 85e · Saleh 58e 88e | (4 - 0) |       | Spectateurs : 15 000          | Spectateurs : 15 000 |
| | Rapport                                                     |         |       | Spectateurs : 15 000          | Spectateurs : 15 000 |
| Thamer - Abbas (en) , Shihab (en), Khoshaba, Hatem - A. Eshaya, Saleh - Y. Eshaya, Zawiya (en), Abdullah, Ammo Baba | Équipes                                                     |         |       | Spectateurs : 15 000          | Spectateurs : 15 000 |

| 6 décembre 1959 | Turquie                                                                        | 7 - 1 | Irak          | Adana Şehir Stadı Adana, Turquie |  |
| | Yalçınkaya (en) 14e 72e · Şensan (en) 37e 61e 87e · Güneş 54e · Köken (en) 74e | (2 - 1) | Ammo Baba 12e |                                  |  |
| | Rapport                                                                        | |               |                                  |  |
| Çağdil - Çipiloğlu (en) , Eraslan, Özyazıcı (en), Kozan (en) - Tamer, Atakan - Şensan (en), Yalçınkaya (en), Köken (en), Güneş | Équipes                                                                        | Thamer - Abdul Karim, Shihab (en), Khoshaba ( Ismail (en)), Hatem - A. Eshaya, Saleh - Y. Eshaya, Zawiya (en), Abdullah, Ammo Baba |               |                                  |  |

| 13 décembre 1959 | Irak                            | 2 - 3 | Turquie                                      | Sahat Al Kashafa Bagdad, Irak               |                                             |
| | Ammo Baba 35e · Zawiya (en) 52e | (1 - 1) | Güneş 20e · Atakan 53e · Yalçınkaya (en) 65e | Spectateurs : 16 000 Arbitrage : Naim Nehre | Spectateurs : 16 000 Arbitrage : Naim Nehre |
| | Rapport                         | |                                              | Spectateurs : 16 000 Arbitrage : Naim Nehre | Spectateurs : 16 000 Arbitrage : Naim Nehre |
| Thamer - Abdul Karim, Shihab (en), Khoshaba, Hatem - A. Eshaya, Saleh - Y. Eshaya, Zawiya (en), Abdullah, Ammo Baba | Équipes                         | Çağdil - Çipiloğlu (en) , Eraslan, Özyazıcı (en), Kozan (en) - Tamer, Atakan - Şensan (en), Yalçınkaya (en), Köken (en), Güneş |                                              | Spectateurs : 16 000 Arbitrage : Naim Nehre | Spectateurs : 16 000 Arbitrage : Naim Nehre |

|  | Turquie | non disputé | Liban |  |  |
|  |         |             |       |  |  |

|  | Liban | non disputé | Turquie |  |  |
|  |       |             |         |  |  |